# STS-113
STS-113 — космічний політ БТКК «Індевор» за програмою «Спейс Шаттл». Мета польоту — заміна екіпажу Міжнародної космічної станції продовження будівництва МКС та доставка матеріалів і устаткування для продовження роботи довготривалого екіпажу станції. За програмою складання МКС місія позначалася як 11А. «Індевор» стартував 24 листопада 2002 року з Космічного центру Кеннеді в штаті Флорида.

## Екіпаж
- Командир Джеймс Уезербі (6)
- Пілот Пол Локхарт (2)

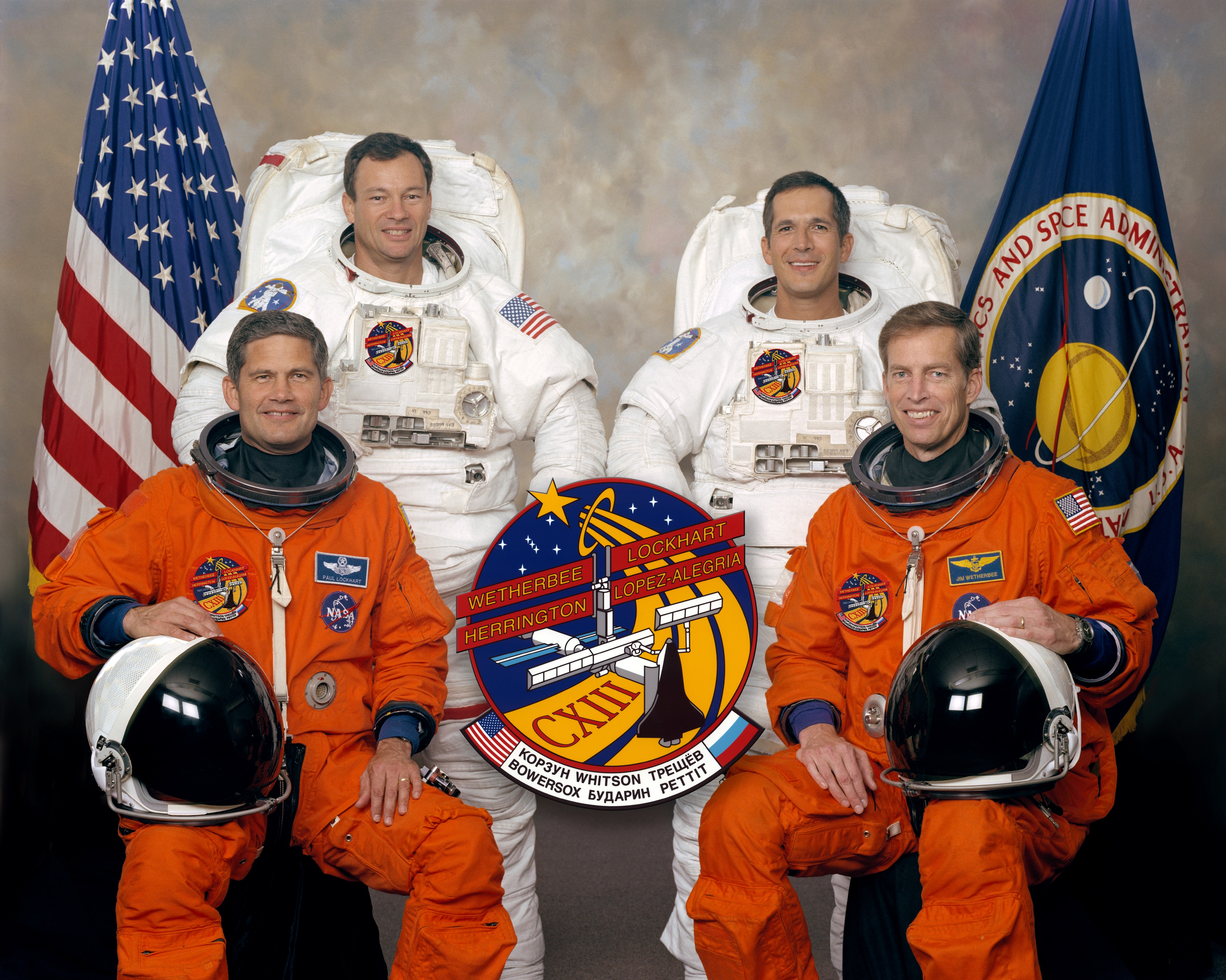
Екіпаж STS-113 (зліва направо): Пол С. Локхарт, Майкл Е. Лопес-Алегрія, Джон Б. Херрінгтон, і Джеймс Д. Уезербі

- Спеціаліст польоту Майкл Лопес-Алегріа (3)
- Бортінженер Джон Херрінгтон (1)

У цьому польоті Уезербі через 17 років став єдиним, хто повторив рекорд, який поставив у 1985 р. Володимир Джанібеков а саме — п'ятий раз командував екіпажем КК (у першому польоті він командиром не був).

### Екіпаж6-ї експедиції МКС(при запуску)
- Командир Кеннет Бауерсокс (5)

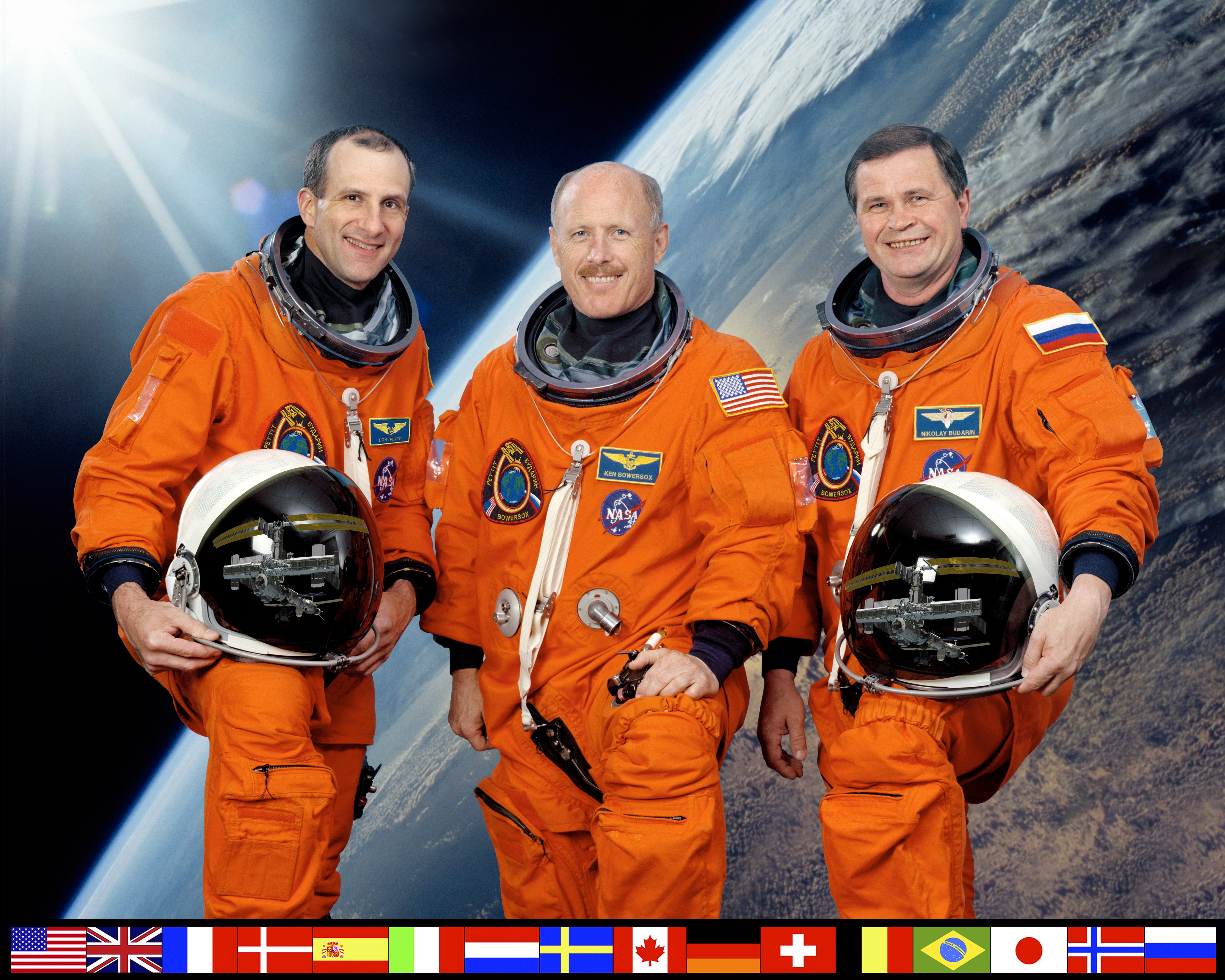
МКС-6 6-ї експедиції МКС

- Бортінженер * Кеннет Дуейн Бауерсокс (3)
- Бортінженер Доналд Петтіт (1)

### Екіпаж5-ї експедиції МКС(при посадці)

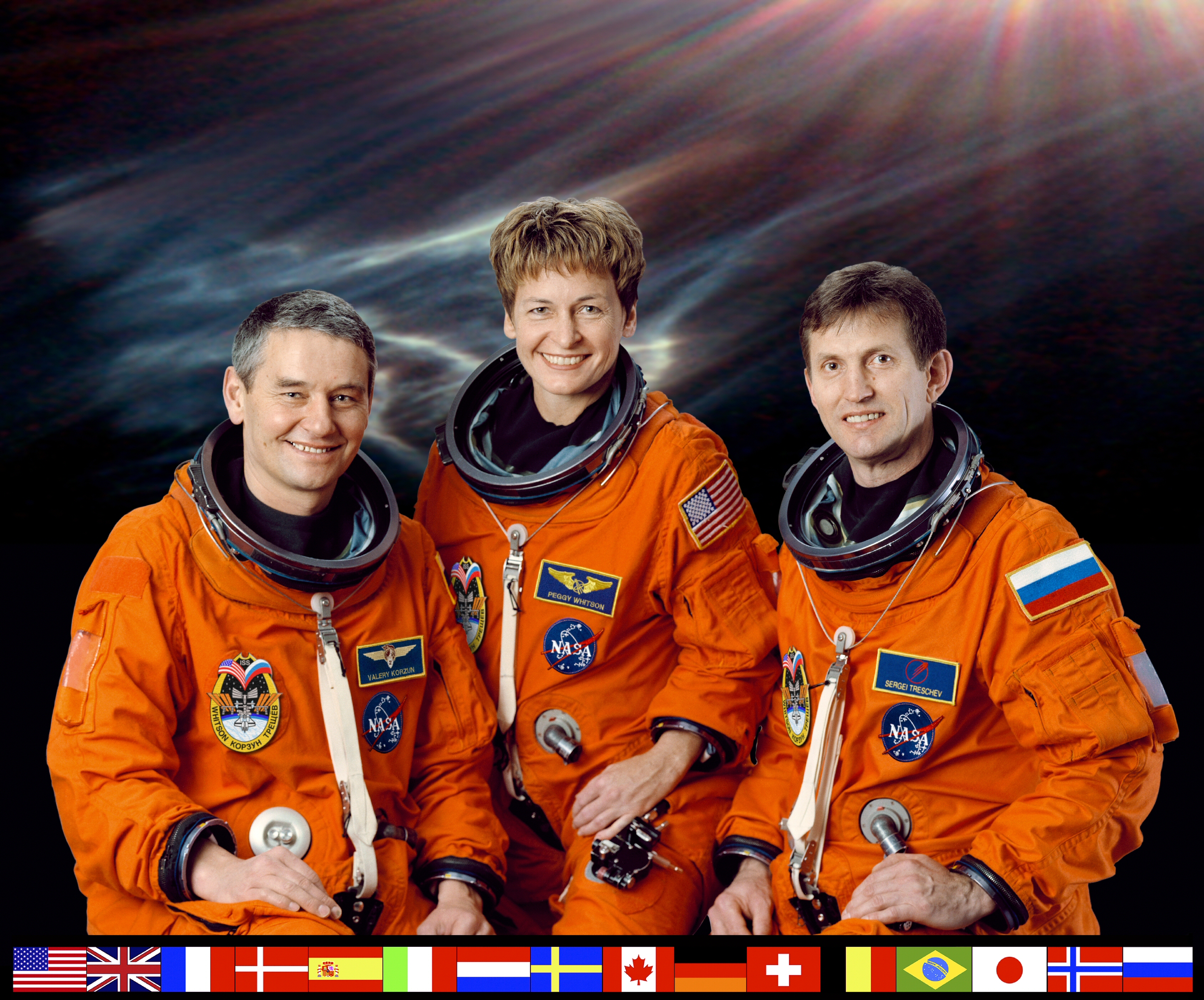
МКС-5 5-ї експедиції МКС

- Командир Валерій Корзун (2)
- Бортінженер Пеггі Вітсон (1)
- Бортінженер Сергій Трещев (1)

## Параметри місії
- Маса: Стартова при запуску **: 116460 кг

Корисного навантаження **: 12477 кг
- Перигей: 379 км
- Апогей: 397 км
- Кут нахилу: 51,6 °
- Період обертання: 92,3 хв

## Спільний політ шаттла з МКС
- Стиковка: 25 листопада 2002 21:59:00 UTC
- Розстиковка: 2 грудня 2002 20:50:00 UTC
- Час стикування: 6 днів, 22 год, 51 хв, 00 с.

### Виходи у відкритий космос
|      | ’‘‘ Місія       | ’‘‘ Космонавти                      | ’‘‘ Початок — UTC            | ’‘‘ Кінець — UTC        | ’‘‘ Тривалість | ’‘‘ Мета                                                                                                 |
| ---- | --------------- | ----------------------------------- | ---------------------------- | ----------------------- | -------------- | --- |
| 230. | STS-113 Вихід 1 | Майкл Лопес-Алегріа Джон Херрінгтон | 26 листопада 2002 19:49      | 27 листопада 2002 2:34  | 6 год, 45 хв   | Підключення секції «P1» ферми до секції S0, демонтаж фіксаторів візки на секції CETA B — P1.             |
| 231. | STS-113 Вихід 2 | Майкл Лопес-Алегріа Джон Херрінгтон | 28 листопада 2002 18:36      | 29 листопада 2002 00:46 | 6 год, 10 хв   | Установка передавача на секцію WETA P1-B перевстановлення візки CETA на с секції P1 S1.                  |
| 232. | STS-113 Вихід 3 | Майкл Лопес-Алегріа Джон Херрінгтон | 30 листопада 2002 2002 19:25 | 1 грудня 2002 2:25      | 7 год, 00 хв   | Оснащення вставками гідрораз'емов аміачних магістралей SPD, підключення гідромагістралей на секції «P1». |

## Опис польоту

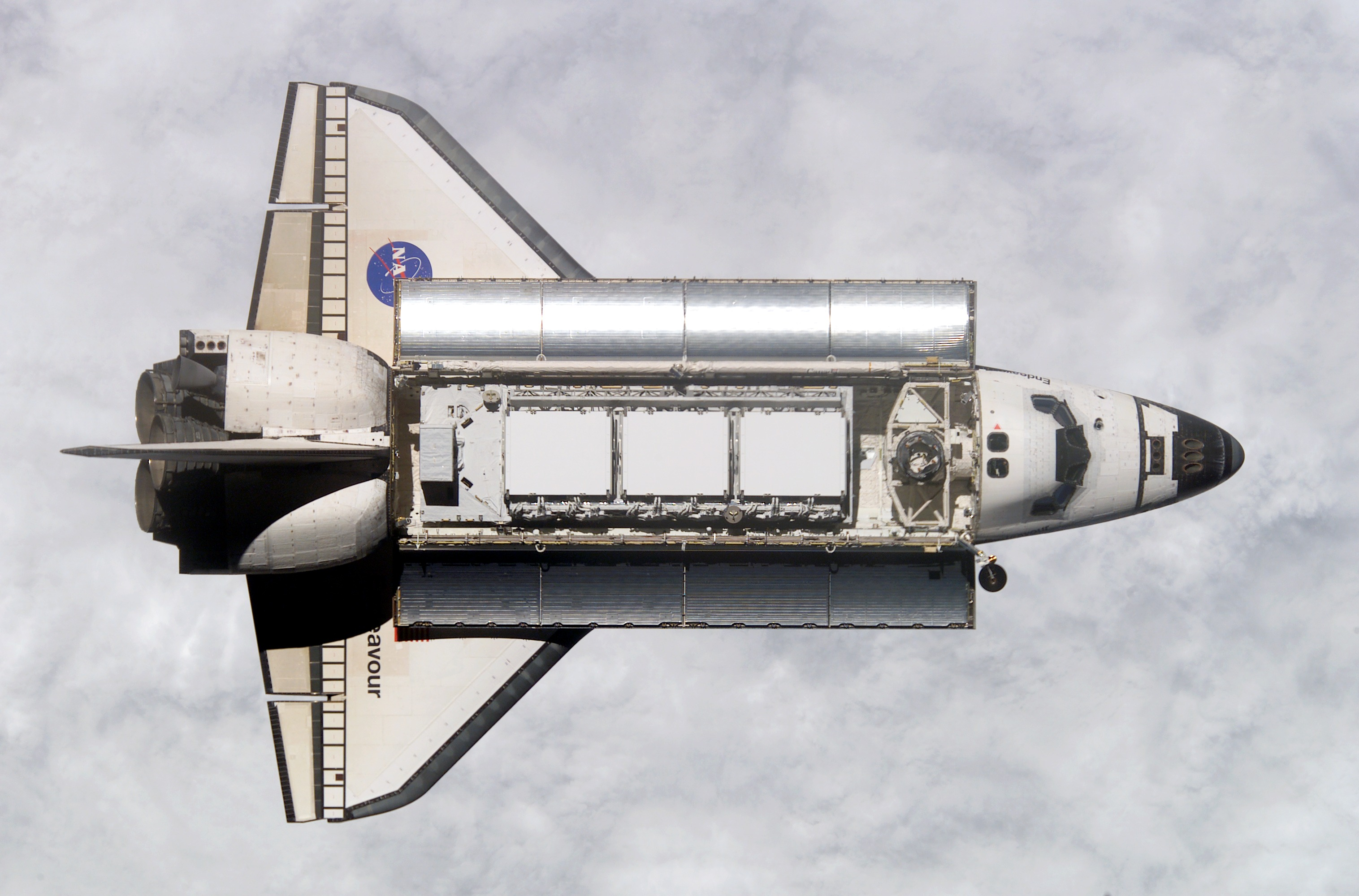

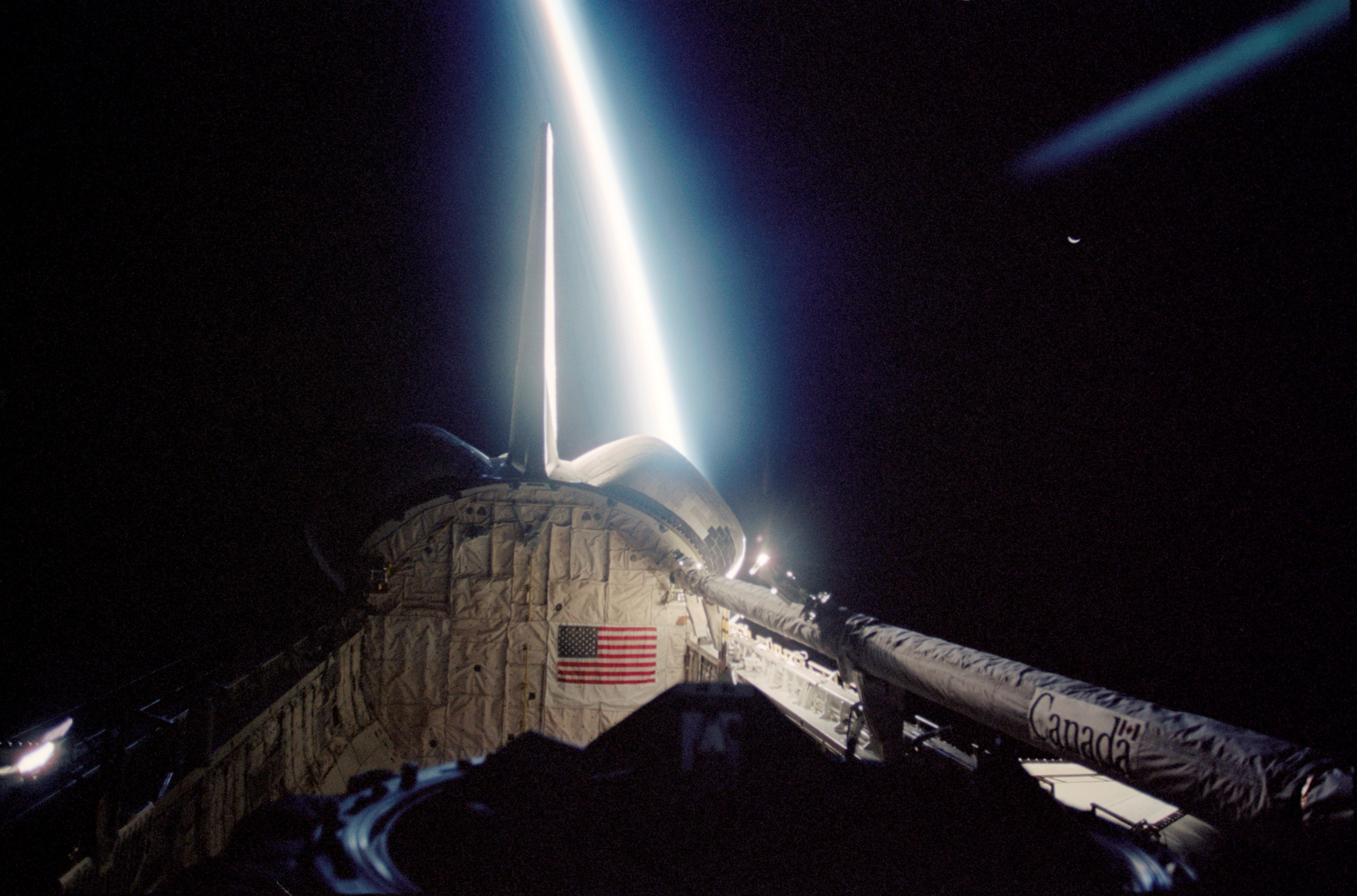
горизонту Землі на світанку, як видно з Індевор на STS-113.

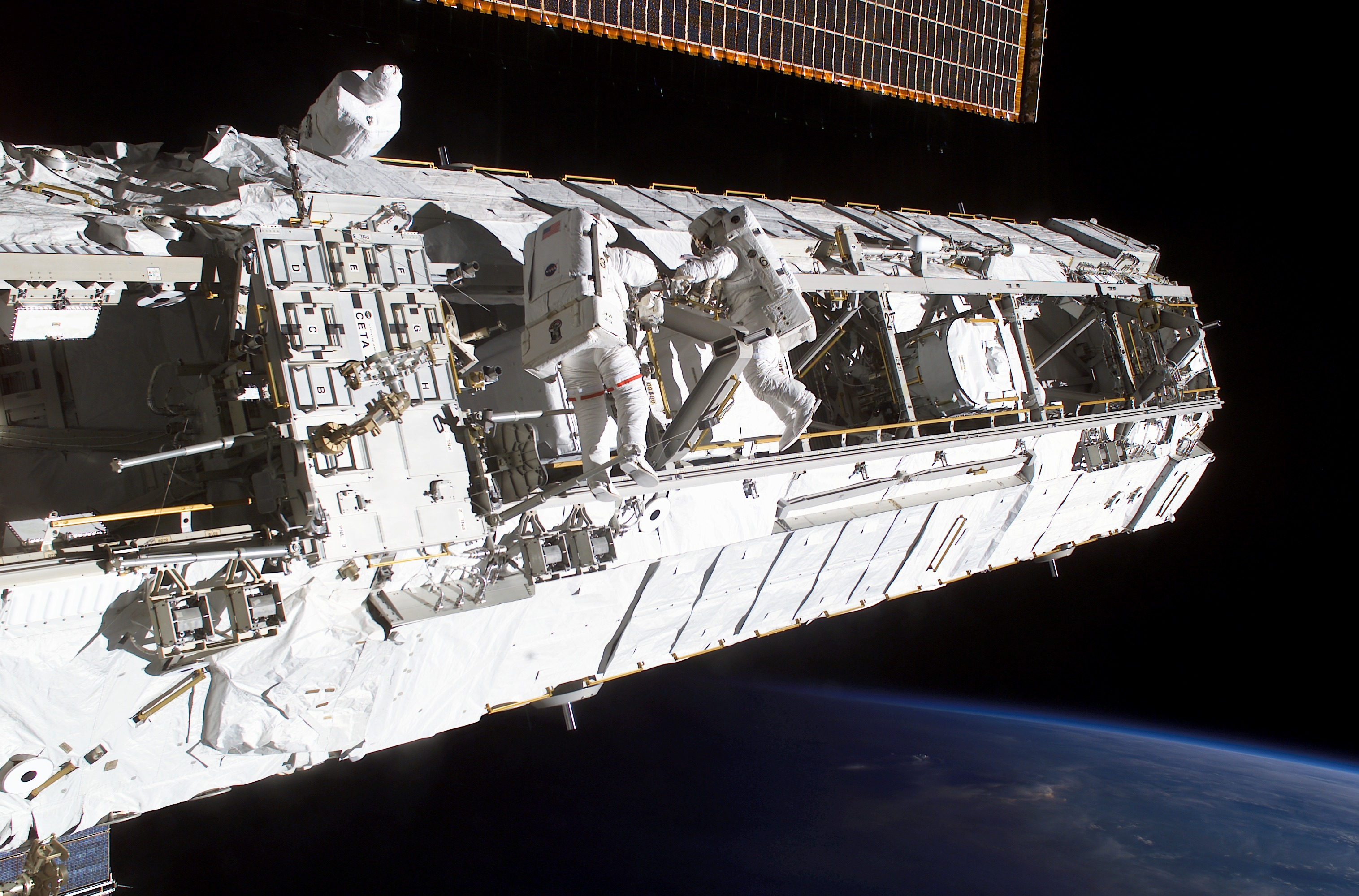
Астронавти й ферми P1

STS-113 в рамках місії (11А) до Міжнародної космічної станції, доставила секцію P1 ферми (лівого борту Теплові ферми Радіатор). Фахівці місії Майкл Лопес-Алегріа і Джон Херрінгтон виконавши три виходи у відкритий космос встановили та активували P1 ферми. STS-113 На повернулося близько кг 1969 (4340 фунтів) вантажів зі станції. 2 грудня вже після розстикування зі станцією, з борту шаттла були запущені два пікосупутники MEPSI.
STS-113 доставила екіпаж 6-ї експедиції на станцію і повернула на Землю після 185-денного перебування в космосі екіпаж 5-ї експедиції.
Цей політ став 16-м польотом шаттла до МКС, 19-м польотом човника «Індевор» за час його експлуатації та 112-м його польотом у космос.
STS-113 була останньою успішною місією до загибелі Колумбії.